# Тинторето
Јакопо Робусти или Тинторето (право име: Јакопо Комин, итал. Jacopo Comin, Jacopo Robusti, Tintoretto; 29. септембар 1518 — 27. август 1594) је венецијански сликар из епохе маниризма, односно позне ренесансе. Сматра се последњим великим сликарем овог правца. Алтернативно презиме, Робусти, добио је по оцу који је био робусни чувар капија Падове, а надимак Тинторето, по очевој професији - бојаџијин син. У почетку је био Тицијанов ученик, али је убрзо развио сопствени стил. У свом атељеу је држао натпис који га је описивао: „Микелађелов цртеж и Тицијанов колорит“ (Il disegno di Michelangelo ed il colorito di Tiziano). Скоро цео живот је провео у Венецији. Био је познат по свом енергичном и брзом маниру сликања, по коме су га звали „фуриозни“ (Il Furioso). Највише је сликао портрете, али и религијске композиције. Користио је перспективу и осветљење на драматичан начин, због чега се сматра претечом барокног сликарства.
Тинторето је највероватније учио сликарство од манириста Бонифација Веронеза, Андрее Скјивонеа, или Париза Бордонеа. Његова прва дела, Посљедња вечера (1547; Венеција, Сан Маркуола) и Св. Марко ослобађа роба (1548; Венеција, Академија), су у венецијанској традицији сликарства, склоној према истицању елемената од једнаке важности у први план. Друга, сликана за Школу св. Марка, је непосредно инспирисана у Микеланђеловом Преображају Саула, показујући исти контраст између фигуре у лежећем и стојећем ставу. Прва показује блискост и одбацивање Тицијанове уметности. Њен истакнути квалитет је нови осећај за драму, ретким замахом и ауторитетом, али пажљиво исцртане грађевине су још увек у традицији Белинија и Карпача. Промена у његовом стилу је очигледна у Христ пере ноге ученика (око 1550. г.; Мадрид, Прадо), изворно за цркву Сан Маркуола; где упечатљиви ефекти перспективе постају заштитни знак уметниковог стила. С монументалном сликом Св. Августина лечи страдаву од куге (око 1541; Виченца, Музеј Виченце), Тинторето је показао своју виртуозност у стварању драматичних ефеката: фигуре су постављене укосо или дијагонално са скраћењима која усмеравају сцену да зрачи у све правце.

## Живот

### Године шегртовања
Тинторето је рођен у Венецији 1518. Његов отац, Батиста, био је фарбар, или тинторе; те је син добио надимак Тинторето, „мали фарбар”, или „фарбаров дечак”. Познато је да је Тинторето имао најмање једног сродника, брата по имену Доменико, иако непоуздани извештај из 17. века наводи да је његове браће и сестара било 22. Сматра се да је породица пореклом из Бреше, у Ломбардији, која је тада била део Венецијанске Републике. Старије студије наводе тоскански град Лука као место порекла породице.
Мало се зна о Тинторетовом детињству или обуци. Према његовим раним биографима Карлу Ридолфију (1642) и Марку Боскинију (1660), његово једино формално шегртовање било је у Тицијановом атељеу, који га је љутито отпустио после само неколико дана — било из љубоморе што је био веома талентован студент (у Ридолфијевом запису), или због сукоба личности (у Босчинијевој верзији). Од овог тренутка надаље, однос између два уметника остао је огорчен, упркос Тинторетовом сталном дивљењу Тицијану. Са своје стране, Тицијан је активно омаловажавао Тинторета, као и његове присталице.
Тинторето није тражио даље подучавање, већ је самостгално студирао са мукотрпним жаром. Према Ридолфију, он је стекао одређено искуство радећи заједно са занатлијама који су украшавали намештај сликама митолошких сцена, а проучавао је анатомију цртајући живе моделе и сецирајући лешеве. Он је живео је сиромашно, скупљајући одливке, барељефе и графике, и вежбајући помоћу њих. У неком тренутку, вероватно током 1540-их, Тинторето је набавио моделе Микеланђелове Зоре, Дана, Сумрака и Ноћи, које је проучавао у бројним цртежима направљеним из мноштва углова. У то време и касније је врло често радио ноћу, као и дању. Његово племенито схватање уметности и његова висока лична амбиција су доказани у натпису који је поставио преко свог атељеа Il disegno di Michelangelo ed il colorito di Tiziano („Микеланђелов цртеж и Тицијанова боја“).

### Рани радови
Млади сликар Андреа Скјавоне, четири године млађи од Тинторета, проводио је много у његовом друштву. Тинторето је бесплатно помогао Скјавонеу око зидних слика; а у многим каснијим случајевима је такође радио у бесцење, и тако је успео да добије провизије. За две најраније Тинторетове муралне слике – рађене, као и друге, скоро бесплатно – каже се да су биле Валтазарова гозба и Коњички бој. Ти радови су одавно нестали, као и све његове фреске, ране или касније. Прво његово дело које је привукло значајну пажњу била је портретна група њега и његовог брата — чри чему овај други свира гитару — са ноћним ефектом; ово је такође изгубљено. Томе је следила нека историјска тема, коју је Тицијан био довољно искрен да похвали.
Једна од раних Тинторетових слика која још увек постоји налази се у цркви Кармини у Венецији, Представљање Исуса у храму (око 1542); такође у С. Бенедету су Благовести и Христос са Самарићанком. За Тринити школу (школе у Венецији биле су братства, више у природи добротворних фондација него образовних институција) насликао је четири предмета из Постанка. Два од њих, сада у Галерији дел'Академија у Венецији, су Адам и Ева и Абелова смрт, оба племенита дела високог мајсторства, која указују да је Тинторето у то време био савршен сликар — један од ретких који су се успели до највише еминенције у одсуству било какве забележене формалне обуке. До 2012, Укрцавање Свете Јелене у Свету земљу приписивало се Скјавону. Али нова анализа дела открила је да је то једна у низу од три Тинторетове слике, које приказују легенду о Светој Јелени и Часном крсту. Грешка је откривена током рада на пројекту каталогизације уљаних слика континенталне Европе у Уједињеном Краљевству. Укрцавање Свете Јелене је купио Музеј Викторије и Алберта 1865. Њене сестринске слике, Откриће правог крста и Света Јелена тестира прави крст, чувају се у галеријама у Сједињеним Државама.

### Слике Светог Марка
Године 1548, Тинторето је добио задатак да наслика велику декорацију за Школу ди С. Марко: Чудо од роба. Схвативши да му је комисија пружила јединствену прилику да се афирмише као велики уметник, веома је пажљиво аранжирао композицију за максималан ефекат. Слика представља легенду о хришћанском робу или заробљенику који је требало да буде мучен као казна за нека дела оданости јеванђелисту, али је спасен чудесном интервенцијом потоњег, који је разбио оруђе за ломљење костију и заслепљивање које је само што није било примењено. Тинторетову концепцију наратива одликују изразита театралност, необични избор боја и енергична изведба.
Слика је била тријумфални успех, упркос неким клеветницима. Тинторетов пријатељ Пјетро Аретино похвалио је дело, скрећући посебну пажњу на лик роба, али је упозорио Тинторета да не треба da doђе до брзог погубљења. Као резултат успеха слике, Тинторето је добио бројне наруџбине. За цркву Сан Роко насликао је Светог Рока који лечи жртве од плака (1549), једну од првих Тинторетових многих латерала (хоризонталних слика). То су биле слике великих размера намењене бочним зидовима венецијанских капела. Знајући да ће их конгрегација посматрати из угла, Тинторето је компоновао слике са перспективом ван центра како би илузија дубине била ефикасна када се посматра из тачке гледишта близу краја слике која је била ближа верницима.

## Галерија
- Вечера у Емаусу (1542 или 1543)
- Венчање у Кани (1561), Санта Марија дела Салуте
- Налажење тела Светог Марка[17][18] (око 1564), Пинакотека Брера
- Апотеоза Светог Рока (1564)
- Порекло Млечног пута[19][20] (1575)
- Јудита и Олоферн (око 1577), Музеј Прадо
- Бекство у Египат (око 1582) (c. 1582)

## Рефернце
1. ↑  According to historian Stefania Mason, the discovery and publication in 2004 of a "fanciful account" in a letter of 1678 to a Spanish art collector from his agent in Venice is responsible for a misconception that Jacopo's surname was Comin. "Robusti is the name that appears in his tax declarations" and other official documents. Echols 2018, pp. 39–40, 227.
2. ↑  Bernari and de Vecchi 1970, p. 83.
3. ↑  Zuffi, Stefano (2004). One Thousand Years of Painting. Milan, Italy: Electa. стр. 427.
4. ↑  Echols 2018, стр. 39
5. ↑  Echols 2018, стр. 38–40
6. ↑  Echols 2018, стр. 85
7. ↑  Echols 2018, стр. 18, 85
8. ↑  Echols 2018, стр. 41, 85
9. ↑  Echols 2018, стр. 172–173
10. ↑  Nichols, Tom. Tintoretto. Tradition and Identity. Redaktion Books, 1999, p. 14.
11. ↑  Nichols, Tom. Tintoretto. Tradition and Identity. Redaktion Books, 1999, p. 103 and 241ff.
12. 1 2 3  Rossetti 1911, стр. 1001.
13. 1 2  „BBC News – Tintoretto painting uncovered at London V&A museum”. BBC. 7. 6. 2013. Приступљено 21. 1. 2014.
14. ↑  „wga”. Wga.hu. Приступљено 21. 1. 2014.
15. 1 2  Echols 2018, стр. 7
16. ↑  Echols 2018, стр. 12
17. ↑  Erasmus Weddigen, „Il secondo pergolo di San Marco e la Loggetta del Sansovino: preliminari al Miracolo dello schiavo di Jacopo Tintoretto”. Недостаје или је празан параметар |title= (помоћ). In «Venezia Cinquecento», 1 (1991), pp. 101-129, p. 126, nota 25
18. ↑  Augusto Gentili, „San Marco nelle immagini del Cinquecento: problemi di iconologia contestuale”. Недостаје или је празан параметар |title= (помоћ). In Antonio Niero (a cura di), San Marco. Aspetti storici e agiografici, atti del convegno (Venezia, 26-29 aprile 1994), Venezia, 1996, pp. 303-312.
19. ↑  Tintoretto's The Origin of the Milky Way Архивирано 2014-10-07 на сајту , Smarthistory, video (5:19)
20. ↑  The Origin of the Milky Way (podcast with transcript: Miranda Hinkley & Karly Allen Архивирано 2018-10-07 на сајту , National Gallery London February 2009)